# 材木町 (北秋田市)
材木町（ざいもくちょう）は、秋田県北秋田市鷹巣地域にある地名。郵便番号は018-3311。住居表示実施済み。

## 地理
北秋田市中心市街地に位置する。北側には文化会館や老人ホームなどの公共施設が、西側には商業施設があり、南東側は住宅地。西端を駅前商店街と銀座通り商店街がある都市計画道路 駅前陣場岱線が、南端を秋田県道102号大館鷹巣線が通る。
北は綴子字古関、東は綴子字古関と栄字前綱、南は花園町、西は松葉町と隣接する。

## 歴史

### 沿革
- 1981年（昭和56年）10月1日 - 住居表示実施[1]に伴い、綴子字古関の西側、鷹巣字北塚岱の全域、鷹巣字西塚岱の東側一部、鷹巣字太田境の全域、鷹巣字東塚岱の北側、鷹巣字北鷹巣の北東側区域[5]をもって材木町が設置される。
- 2017年（平成29年）6月1日 - 北秋田市交流センター隣接地に特別養護老人ホーム「つむぎの彩（いろ）」開設

## 世帯数と人口
2020年（令和2年）10月1日現在の世帯数と人口は以下の通りである。
| 町丁   | 世帯数  | 人口  | 人口  | 人口  |
| 町丁   | 世帯数  | 男    | 女    | 計    |
| ------ | ------- | ----- | ----- | ----- |
| 材木町 | 163世帯 | 194人 | 226人 | 420人 |

### 世帯数と人口の変遷
国勢調査による世帯数と人口の推移。
| 1995年（平成07年） | 168世帯 |  |  | 477人 |  |  |
| 2000年（平成12年） | 178世帯 |  |  | 468人 |  |  |
| 2005年（平成17年） | 175世帯 |  |  | 451人 |  |  |
| 2010年（平成22年） | 157世帯 |  |  | 368人 |  |  |
| 2015年（平成27年） | 159世帯 |  |  | 369人 |  |  |
| 2020年（令和02年） | 163世帯 |  |  | 420人 |  |  |

## 小・中学校の学区
市立小・中学校に通う場合、学区は以下の通りとなる。
| 街区 | 小学校               | 中学校               |
| ---- | -------------------- | -------------------- |
| 全域 | 北秋田市立鷹巣小学校 | 北秋田市立鷹巣中学校 |

## 交通

### 鉄道
北側の綴子字古関を鉄道路線が通過するが、当地域は通過しない。
最寄り駅は松葉町にあるJR東日本奥羽本線・鷹ノ巣駅と、隣接する秋田内陸縦貫鉄道秋田内陸線・鷹巣駅である。

### 道路
- 秋田県道102号大館鷹巣線
- 都市計画道路
  - 駅前陣場岱線（幅員18m）

### バス
- 鷹巣駅前バス停 - 秋北バス・市街地循環バス・大館能代空港リムジンバスが発着する。
- 銀座通りバス停 - 秋北バス・市街地循環バスが発着する。

## 施設
- 北秋田市文化会館 - 鷹巣図書館
- 北秋田市交流センター
- 特別養護老人ホームつむぎの彩
- みちのく子供風土記館
- ビジネスホテル八木
- 昭和堂薬局
- パチンコニューホームラン

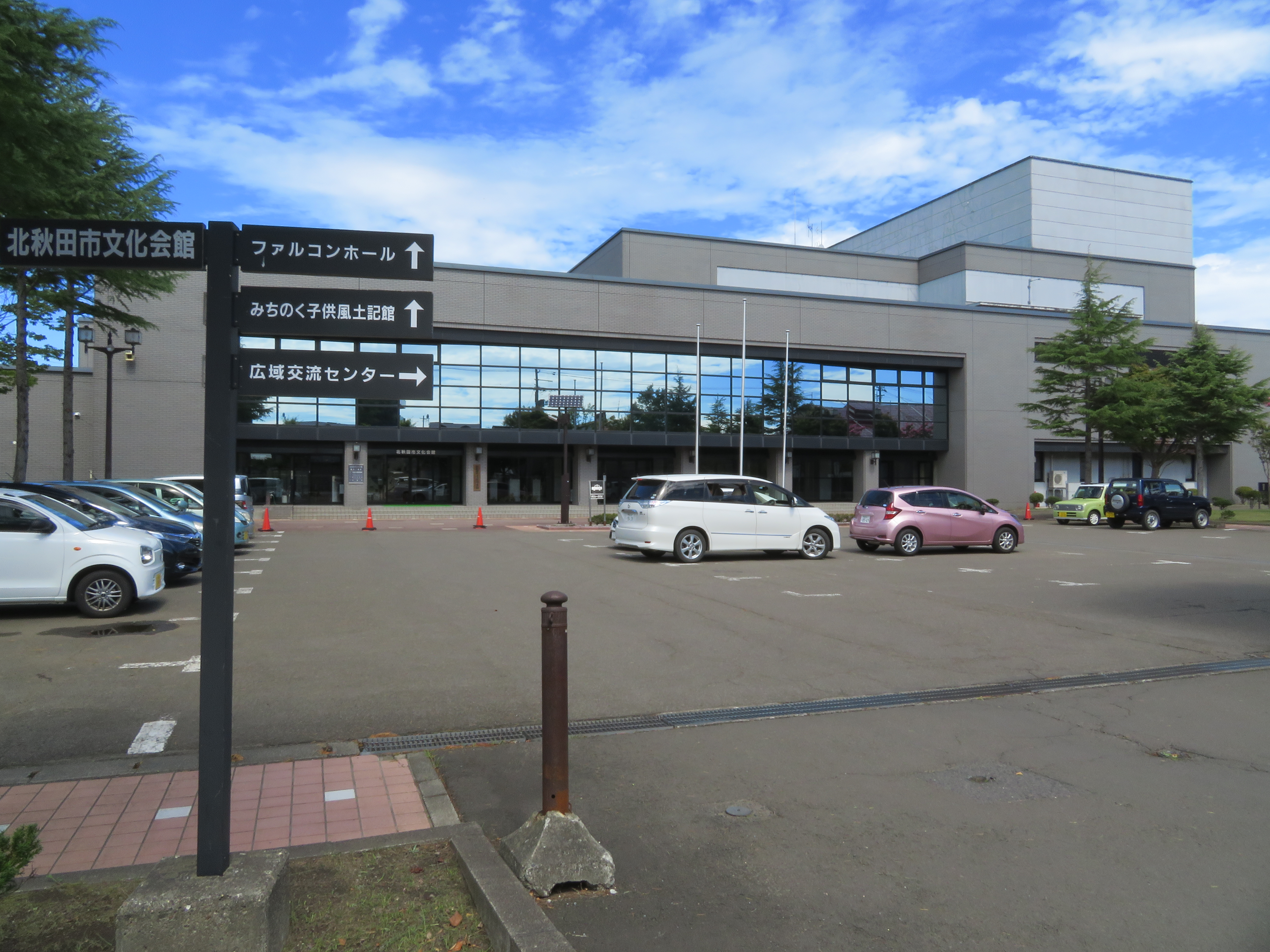
文化会館・鷹巣図書館
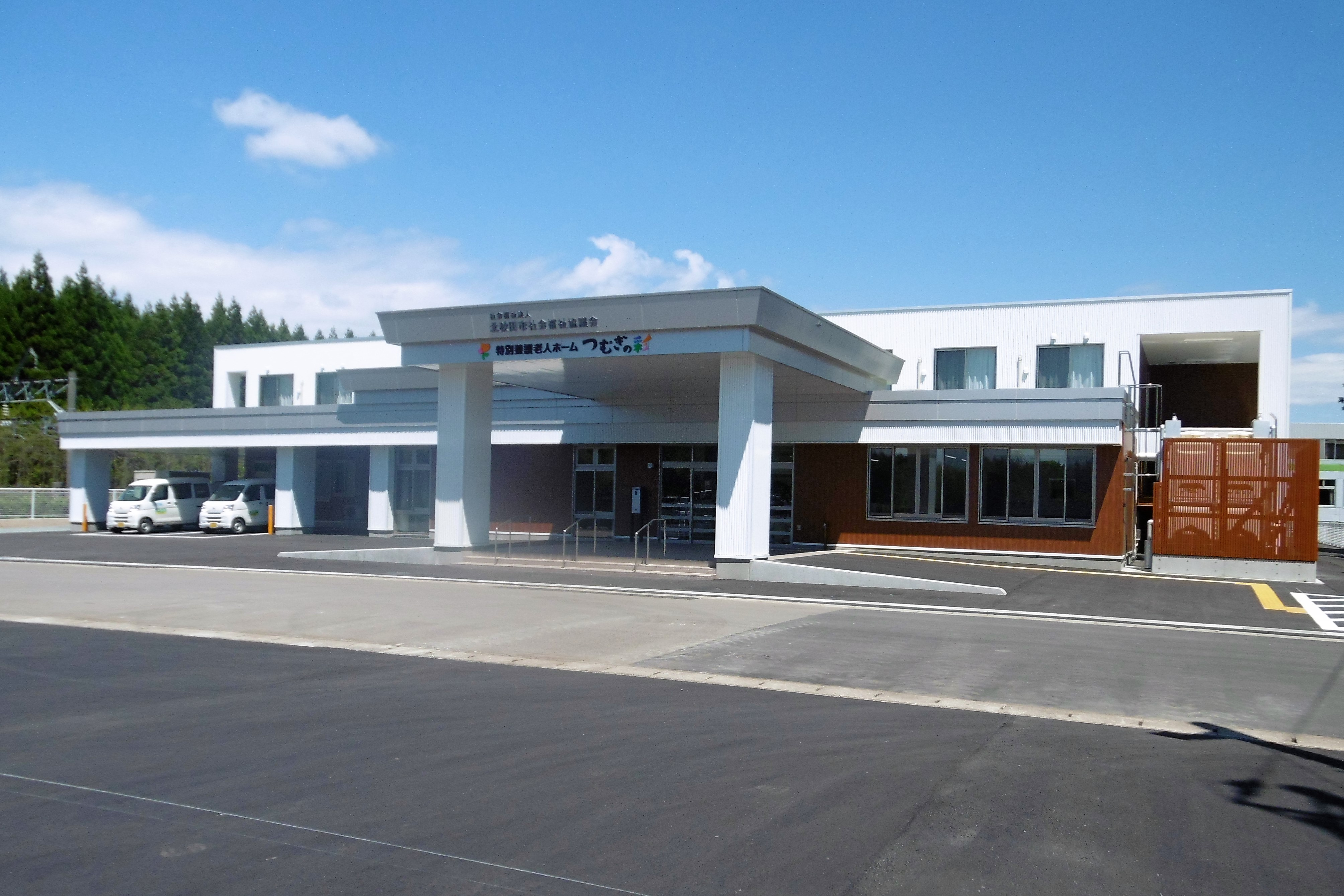
特別養護老人ホーム つむぎの彩（いろ）
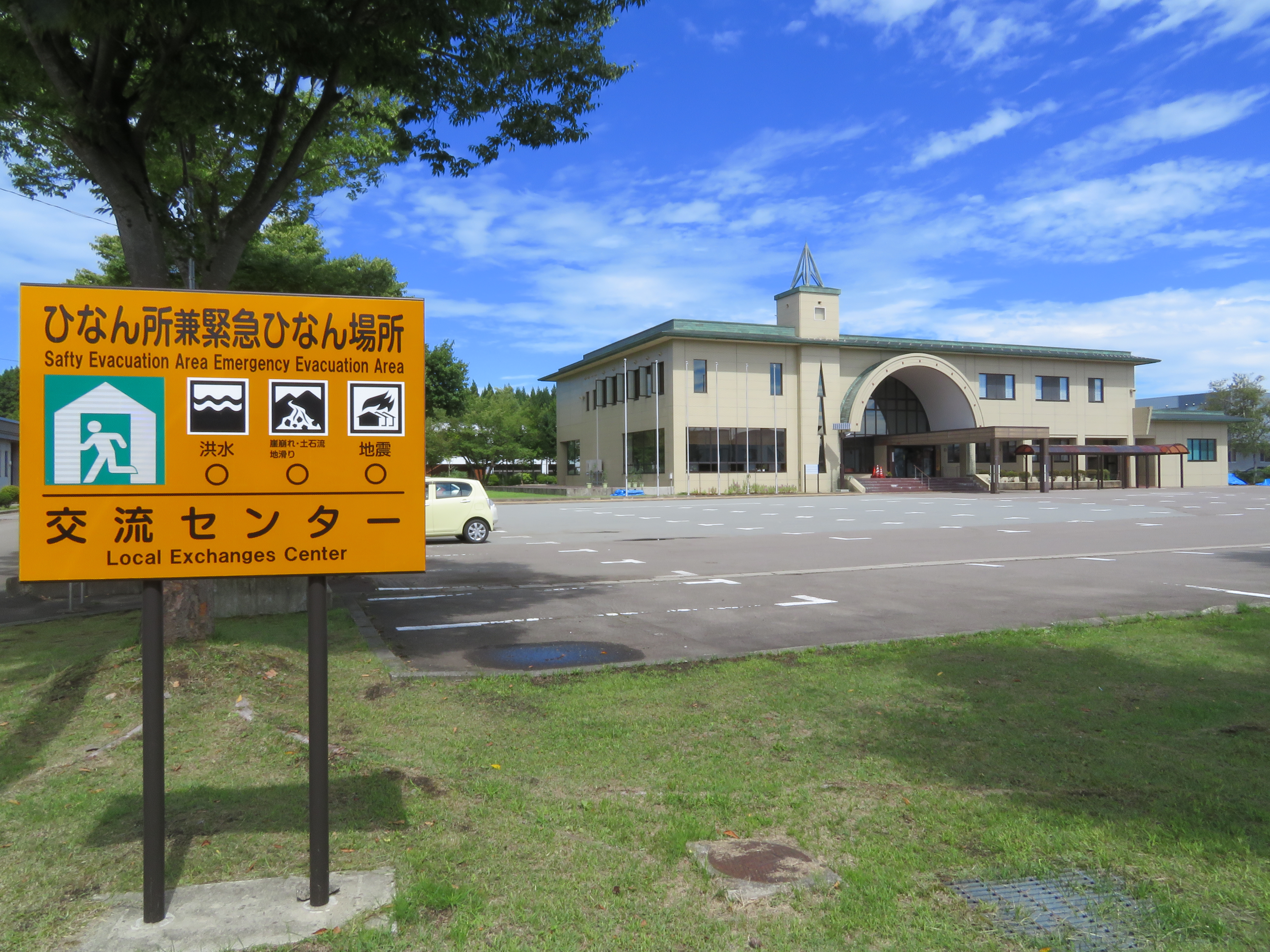
北秋田市交流センター

かつてあった施設
- 北都銀行 鷹巣支店 - 2020年9月7日 栄字前綱のたかのすモール隣接地に移転
- 貯木場
- いとく鷹巣店